# Бережной, Сергей Александрович
Сергей Александрович Бережной (род. 28 сентября 1955, Алешки, Терновский район, Воронежская область) — советский и российский прозаик, писатель, публицист, юрист. Член Союза писателей России, секретарь организации, редактор альманаха «Пересвет». Лауреат Большой литературной премии России (2016), лауреат литературной премии «Имперская культура», лауреат премии «Прохоровское поле», лауреат литературной премии им. Генералиссимуса А. В. Суворова, лауреат литературной премии «Щит и меч Отечества».

## Биография
Родился 28 сентября 1955 году в селе Алешки Терновского района Воронежской области. Завершив обучение в школе, в 1981 году успешно закончил Воронежский государственный университет, получил специальность — правовед. В дальнейшем получил образование в Академии МВД СССР, офицер в отставке.
Службу проходил в органах милиции. Работал следователем, начальником следственного отдела, заместителем начальника районного отдела по оперативной работе. В 1992 году перешёл трудиться в судебные органы власти. С 1992 по 2006 годы работал в должности народный судья, а затем федеральный судья Ракитянского районного суда. В 2006 году назначен на должность председателя Борисовского районного суда. С ноября 2009 года исполнял обязанности заместителя председателя Арбитражного суда Белгородской области. Имеет первый квалификационный класс судьи.
Активный участник литературного сообщества. Пишет прозу, автор восьми книг. Член Союза писателей России. Являлся руководителем литературно-художественного объединения «Радуга» в посёлке Ракитное Белгородской области, а также возглавлял региональную военно-художественную студию писателей Министерства обороны Российской Федерации в городе Белгороде. Редактор альманаха «Пересвет» и член редколлегии «Русское воскресение». Лауреат российских и международных литературных премий. Его литературные труды публиковались в журналах «Роман-журнал 21 век», «Наш современник», «Звонница», «Бийские огни» (Алтай), «Сичево 2012» (Сербия) и в других изданиях.
Как волонтёр-журналист участвовал в освещении военной операции в Сирии. В ходе проведения операции сирийскими войсками по освобождению мечети Сукаина в пригороде Дамаска, в январе 2013 года, Сергей Александрович был тяжело ранен. Одна пуля раздробила лицевую часть, а вторая застряла в левой руке.
В 2016 году был удостоен большой литературной премией России за книгу «Сафари по уикендам».
Проживает в Белгороде Белгородской области.

## Общественная позиция
В 2022 году подписал письмо в поддержку российского военного вторжения на Украину.

## Награды и премии
- Лауреат литературной премии «Имперская культура»;
- лауреат премии «Прохоровское поле»;
- лауреат литературной премии им. Генералиссимуса А. В. Суворова;
- лауреат литературной премии «Щит и меч Отечества»;
- лауреат Большой литературной премии России, за книгу «Сафари по уикендам».

В 2012 году выражена благодарность полномочного представителя Президента в Центральном федеральном округе.